# E-learning
E-learning je vzdělávací proces, využívající informační a komunikační technologie k tvorbě kurzů, k distribuci studijního obsahu, komunikaci mezi studenty a pedagogy a k řízení studia.

## Definice e-learningu
Existuje řada definic e-learningu, které vznikaly v různých dobách. Vzhledem k nepřetržitému dynamickému vývoji e-learningu samotného, i souvisejících informačních a komunikačních technologií, se často výrazně liší. Některé jsou až příliš jednoduché a naopak některé příliš akademické, některé jsou velmi široké, některé zužují význam až příliš. Uveďme některé z nich, použité v různých materiálech v poslední době:
1. E-learning je výuka s využitím výpočetní techniky a internetu.[1]
2. E-learning je v podstatě jakékoli využívání elektronických, materiálních a didaktických prostředků k efektivnímu dosažení vzdělávacího cíle s tím, že je realizován zejména/nejenom prostřednictvím počítačových sítí. V českém prostředí spojován zejména s řízeným studiem v rámci LMS.[2]
3. E-learning je vzdělávací proces, využívající informační a komunikační technologie k tvorbě kurzů, k distribuci studijního obsahu, komunikaci mezi studenty a pedagogy a k řízení studia.[3]
4. E-learning je forma vzdělávání využívající multimediální prvky - prezentace a texty s odkazy, animované sekvence, video snímky, sdílené pracovní plochy, komunikaci s lektorem a spolužáky, testy, elektronické modely procesů, atd. v systému pro řízení studia (LMS).[4]
5. Jde o takový typ učení, při němž získávání a používání znalostí je distribuováno a usnadňováno elektronickými zařízeními.[5]
6. E-learning zahrnuje jak teorii a výzkum, tak i jakýkoliv vzdělávací proces (s různým stupněm intencionality), v němž jsou v souladu s etickými principy používány informační a komunikační technologie pracující s daty v elektronické podobě. Způsob využívání prostředků ICT a dostupnost učebních materiálů jsou závislé především na vzdělávacích cílech a obsahu, charakteru vzdělávacího prostředí, potřebách a možnostech všech aktérů vzdělávacího procesu.[6]

Z citovaných definic mimo jiné vyplývá, že e-learning v sobě zahrnuje řadu dílčích aktivit, které mohou být propojené do uceleného systému, ale také nemusejí. Může se jednat o rozsáhlé kurzy plně distančního charakteru a propracované nástroje kolaborativního učení, naopak ale může jít jen o doplnění prezenční výuky. Vhodných ICT nástrojů je řada: vystavení studijních materiálů na internetu nebo intranetu, nabídka k nim vztažených autotestů, komunikace prostřednictvím diskusních fór, e-mailů a dalších synchronních nebo asynchronních komunikačních nástrojů. Všechny uvedené nástroje je vhodné integrovat, pro tyto účely proto slouží specializované aplikace pro řízení procesu vzdělávání - LMS (Learning Management System). Těchto systémů je řada, kromě několika desítek nejznámějších existují stovky systémů s nejrůznějším rozsahem.
Poslední definice naznačuje, že e-learning nelze zúžit pouze na praktické otázky implementace moderních technologií do různých forem vzdělávání. Součástí e-learningu je rovněž teoretické studium problematiky i empirický výzkum, jehož cílem je poznat reálný stav e-learningu (např. vhodnost nebo nevhodnost určitého technologického řešení, případně pohled studentů nebo vyučujících na využití moderních technologií ve výuce či při učení), přičemž na výzkumu by se měli podílet rovněž samotní aktéři e-learningu.
V definicích e-learningu nejsou příliš často zmiňovány etické otázky, ačkoliv využívání moderních technologií přináší celou řadu zcela nových otázek. Nemusí jít vždy pouze o negativní jevy (např. elektronické podvádění), ale také o problematiku autorských práv, licencování výukových zdrojů či nástrojů ICT, případně o etická pravidla komunikace nebo zachování soukromí studentů apod.
E-learning a samotné moderní technologie nabízejí možnosti, jak zpřístupnit učení v jeho různých podobách také různě znevýhodněným skupinám lidí. Mnozí studenti se specifickými nároky mohou studovat svoje obory právě díky tzv. asistivním technologiím, které je možné vymezit jako širokou škálu nástrojů, služeb, strategií a metod, které jsou vytvořeny a aplikovány, aby pomohly vyřešit problémy, s nimiž se potýkají lidé se specifickými nároky. Může přitom jít o speciální počítačové komponenty, ale také o počítačové výukové programy nebo třeba o audio knihy (viz např. Zounek, 2009).
Učení tu není pro technologie, ale technologie jsou tu pro učení (Zounek, 2009, s. 49)

## Typy kurzů
Samotné e-learningové kurzy je možno rozdělit podle cílení obsahu do dvou základních kategorií:
- Kurzy otevřené jsou k dispozici všem zájemcům o studium, např. kurzy jazykové, kurzy Microsoft Office apod. (viz ).
- Kurzy uzavřené pro specifický okruh studentů, např. seznámení nových zaměstnanců s firemní politikou, vzdělávání nemocničního personálu apod.

## Používaná technika
Zatím se e-learning spojuje především s osobními počítači. Díky rozvoji nových kategorií výkonných komunikačních prostředků, jako jsou kapesní či osobní počítače či organizéry, ale také nová generace mobilních telefonů, které umožňují připojení k internetu, se začíná hovořit i o m-learningu – mobilním vzdělávání. Mobilní telefony z počátku 21. století mají dostatečný výkon i pro přehrávání videopořadů a není důvod, proč by nemohly sloužit ke vzdělávání, stejně jako slouží k přístupu k informacím na internetu.

## Online technologie v E-learningu
Online technologie jsou nástroje digitálních technologií, které lze používat v mnoha oblastech lidských činností. Online technologie ve vzdělávání jsou vybrané nástroje digitálních technologií, které lze použít ve vzdělávání nebo při učení.

## Blog
Blog nebo weblog je webová aplikace nebo služba sloužící pro snadnou publikaci libovolných informací. Výhodami weblogu jsou časová nenáročnost a snadné ovládání. Nevýhodou naopak může být neochota veřejně publikovat vlastní úvahy a potřeba neustálého sledování diskuse. Text blogu nemá žádná specifická pravidla, jeho pomocí lze tvořit i webové stránky. K blogům je možné vkládat komentáře, buď volně, nebo po registraci. Existují poskytovatelé služby na internetu, jako například Webnode. Tento velice jednoduchý nástroj se rychle rozšiřuje právě v oblasti vzdělávání jako zdroj aktuálních doplňujících informací, ke zveřejňování učebních materiálů nebo k odevzdávání studentských prací.

## Diskusní fórum
Diskusní fórum je asynchronní nástroj pro komunikaci na internetu umožňující publikovat vlastní názory a reagovat na příspěvky ostatních uživatelů. Online diskusní fóra umožňují ve vzdělávání dialog, jako doplněk online formy výuky. Uchovávání historie příspěvků umožňuje retrospektivní analýzu a může pomáhat porozumět danému problému.
Samostatné diskusní fórum zahrnuje diskuse odborných nebo zájmových skupin či poradenství.
Diskusní fórum na webové stránce nebo portále nejčastěji diskuze na zpravodajských serverech, sloužící jako zpětná vazba na zveřejněná témata.
Diskusní fórum ve virtuálním prostředí slouží ke komunikaci uzavřené skupiny uživatelů v online platformách.

## E-booky
E-book je elektronická nebo digitální forma textu, nejčastěji kniha, ale i časopisy, skripta, dokumenty nebo manuály. Ke čtení E-booků slouží čtečky, které existují ve formě samostatných zařízení, sloužících ke čtení elektronických knih nebo jako aplikace na počítače, notebooky, tablety či mobilní telefony. Ve vzdělávání jsou E-booky užitečné nástroje pro šíření učebních materiálů. V případě čtecích zařízení je výhodou přenositelnost velkého množství obsahu, v případě aplikací zase dostupnost kdekoli. Další výhodou e-knih je také možné připojovat poznámky, zvýrazňovat text a vyhledávat. E-knihy často obsahují multimediální obsah nebo odkazy. Výjimečností je mimořádná dostupnost zdrojů, např. elektronické zdroje v knihovnách nebo v Google Books apod. Nevýhodou může být cenová dostupnost, nekompatibilita formátů nebo možnost porušení autorského zákona.

## E-portfolio
Elektronické portfolio jako soubor dokumentů, výsledků učení a jiných objektů je ve vzdělávání tradičně využívaný nástroj k prezentaci toho, čeho student dosáhl a co se naučil. Digitální technologie umožňují vytvářet e-portfolia v softwarových aplikacích. E-portfolio umožňuje kompletaci učebních materiálů a výsledků učení. Podporuje reflektivní učení. Lze vytvářet specifická portfolia dle oblasti práce nebo kompetencí. Umožňuje plánování a směřování dalšího studia studenta. Umožňuje prezentovat a sdílet vlastní portfolio s učitelem a spolužáky. V případě e-portfolií je aktivita primárně na straně studenta, učitel zde plní roli mentora a rádce.
E-portfolio jako obsah
Obsahem e-portfolia mohou být texty, prezentace, projekty a odkazy, ale také vzdělávací plány a cíle. E-portfolio si vytváří student sám a stává se tak důležitým dokumentem v celoživotním vzdělávání. Portfolio může mimo jiné sloužit k doložení schopností a dovedností uchazeče o zaměstnání.
E-portfolio jako systém
Systém e-portfolio lze využít ve výuce jako virtuální učební prostředí. Umožňuje vytváření skupin, komunikaci s uživateli, vytváření blogů a vkládání souborů, odkazů a videí. Vzdělávací prostředí si vytvářejí sami studenti.
Výhodou e-portfolia je snadná práce s obsahem, možnost propojení s dalšími nástroji pomocí odkazů a snadná přenositelnost.
Rozlišujeme čtyři typy e-portfolií:
Rozvojová e-portfolia ukazují pokrok studenta v daném časovém období.
Hodnoticí e-portfolia dokládají kompetence a dovednosti studenta v dané oblasti.
Prezentační e-portfolia prezentují nejlepší práce a kompetence studenta po ukončení studia.
Hybridní e-portfolia v sobě spojují prvky výše uvedených portfolií.

## Google aplikace
Google aplikace je soubor volně dostupných online aplikací využitelných ve výuce. Výhodou Google aplikací je jejich snadná dostupnost online, podpora vzájemné komunikace a sdílení, personalizace služeb, velkokapacitní úložiště a využívání služeb zdarma. To umožňuje komunikaci všech aktérů, online spolupráci, skupinovou výuku a společnou práci na projektech online.

## Hry, simulace a gamifikace
Učení hrou (resp. "Škola hrou" (latinsky "Schola Ludus")) je myšlenka, se kterou pravděpodobně poprvé přišel již pedagog Jan Amos Komenský.  Digitální technologie nabízejí nové možnosti v oblasti herní grafiky, interaktivity a síťového prostředí.
Game based learning - výuka založená na hře rozlišuje dva způsoby využití her. Používá hry, které nebyly primárně určeny k výuce a hry, které byly vytvořeny právě za účelem vzdělávání. Hry pomáhají při řešení problémů, při hledání alternativ, při získávání praktických zkušeností, umožňují vyzkoušet různé identity, jsou motivační, rozvíjejí komunikaci. Existují argumenty pro i proti zavádění herního principu do výuky. Z článku zveřejněného na Metodickém portále RVP http://clanky.rvp.cz/clanek/c/G/6491/vyukove-digitalni-hry-ve-skolach-vyzkum.html/ o výzkumu EUN Schoolnet v projektu How are digital games used in schools? provedeném v 2008/2009 je zřejmé, že výuka založená na hře pozitivně ovlivňuje děti v přístupu k učení a ke škole jako takové, má pozitivní vliv na vztahy mezi spolužáky, podporuje vzájemnou vstřícnost. Na druhou stranu může vést k závislosti a patologickému hráčství.
Pomocí simulace jsou vytvářeny modely reálných jevů. V simulacích lze manipulovat modely, měnit jejich parametry a tak zkoumat jejich vlastnosti. Tento nástroj je ve vzdělávání užitečný typicky ve vytváření modelů jevů, které nelze ve škole reálně zkoumat. Jako příklad uveďme simulátory nemocničního prostředí na 1. Lékařské fakultě UK v Praze http://www.alumni1lf.cz/trenink-na-simulatorech-je-zasadni-pro-vyuku-lekaru
Gamifikace není hraní jako takové, ale herní prvky jsou využívány při výuce, např. digitální odznaky jako známky úspěchu studenta.

## LMS (systémy pro řízení učení)
LMS (Learning Management System) je nejrozšířenější virtuální prostředí sloužící jako podpora elektronického vzdělávání. Jedná se o přesně vytvořené online kurzy, které umožňují prohlížení výukových materiálů, podporují různé aktivity a evidenci studijních výsledků a hodnocení. Výhodou je uživatelsky jednoduché prostředí, funkčně propojený komplex a možnost zpřístupnění vymezené skupině studentů. Velmi rozšířený je systém Moodle. Výhodou LMS systémů je jejich využití při různých formách studia a výuky, lze je přizpůsobit různým učebním stylům studentů, archivují historii aktivit a umožňují efektivní kontrolu studia. Nevýhodou se zdá být nárůst práce pro učitele.
„Problematickým se však ukázala časová a materiální náročnost práce učitele zastávajícího toto pojetí. E-learning není intuitivní, není to neutrální technologie, neexistuje lineární cesta od nepochopení k plnému poznání výhod a možností této technologie a vyžaduje od učitele práci navíc, a to zejména tehdy, jestliže učitel poskytuje studentům zpětnou vazbu.“ (Švaříček, Zounek 2008)

## Masové otevřené online kurzy (MOOC)
MOOC – Massive Open Online Courses se stávají velmi výrazným trendem v oblasti výukových online technologií. Jsou to specifický typ online kurzu, který je k dispozici zdarma neomezenému počtu uživatelů, př.http://www.americkecentrum.cz/online-kurzy-mooc. Masovost jeho využití je nesrovnatelná s tradiční výukou, otevřenost spočívá v bezplatném přístupu ke vzdělávání, a to všem, bez rozdílu. Vše potřebné k ukončení kurzu je dostupné online a definice kurzu je naplněna systematickou posloupností výukových činností. MOOC kurzy nahrazují klasické přednášky, mají velký potenciál v celoživotním vzdělávání.

## Mobilní technologie
Mobilní zařízení nezávislá na konkrétní místo s možností připojení se k internetu či vzájemně prakticky kdekoli představují další podobu učení. Možnost instalace stejných nebo podobných aplikací jako na PC dává prostor pro práci e-booky, čtení a komentování blogů, diskusi, komunikaci na sociálních sítích, s gamifikací apod. Ve výuce lze s mobilními technologiemi podpořit výuku cizích jazyků, lze je využít k vyhledávání na virtuálních mapách. Výukové využívání senzorů, měření, zkoumání a dokumentování jevů je také nástroj s možným výukovým potenciálem. Rizikem je možné zneužití studenty při testech.

## Plánovače času a úkolů
Time management neboli plánování času je nutnost z hlediska efektivní organizace práce. Studenti mají k dispozici celou řadu nástrojů, jako jsou například to-do listy, úkolníčky, online kalendáře aj. Např. Remember The Milk https://www.rememberthemilk.com/. Tyto nástroje pomáhají organizovat práci studenta i pedagoga, vkládání úkolů, sdílení termínů, nebo i celých kalendářů. Poskytují podporu skupinové spolupráce, načasování a přehled o termínech.

## Podcasty, screencasty a videostreaming
Podcasting je distribuce zvukových stop a videí prostřednictvím internetu. Použití prostřednictvím mobilních zařízení je možné takřka kdekoli a také vytvářet podcasty lze jednoduše pomocí zdarma dostupné aplikace Audacity® Z výukového hlediska jsou tyto nástroje užitečné při tvorbě vlastních pořadů
Screencasting je snímání obrazovky PC vč. možnosti nahrát komentář k jednotlivým krokům daného procesu. Slouží např. k dokumentování použitého postupu.
Tyto nástroje jsou však nevhodné pro práci s tabulkami, grafy a detailními informacemi.

## Peer Assessment
Peer Assessment – vzájemné hodnocení je obvykle online program, kde studenti po přihlášení hodnotí práce odevzdané jejich spolužáky. Nástroje vhodné pro vzájemné hodnocení se velmi odlišují a také technická realizace hodnocení nemusí korespondovat s představou učitele. Neexistuje jeden obecně použitelný online systém. Ve výuce tento nástroj umožňuje vzájemné učení se studentů jeden od druhého, vzájemné porovnávání vlastních řešení a učení se dovednosti hodnotit.

## Webinář
Webinář - spojení slov web a seminář je seminář probíhající v reálném čase v online prostředí. Tento nástroj umožňuje studentům zúčastnit se společně semináře z různých míst a časových pásem. Velkou výhodou je relativní finanční nenáročnost. Nevýhodou jsou naopak velké nároky na přípravu, a absence sociálního kontaktu.

## Wiki a Wikipedie
Wiki (původně havajské slovo pro „rychlý“) je online softwarová technologie, jejímž prostřednictvím lze jednoduše tvořit a upravovat obsáhlé a přesně strukturované texty. Úpravy provádí skupina uživatelů, uživatelem může být v podstatě kdokoli. Nejznámějším wiki webem je encyklopedie Wikipedie. Za jejím vznikem stojí institucionálně neukotvená skupina uživatelů s vypracovaným systémem organizované kooperace. O kvalitě obsahu Wikipedie se vedou odborné spory, přesto je toto studenty velmi využívaný nástroj. Z hlediska výuky nejde jen o pasivní čtení, ale studenti mají možnost aktivně editovat obsah. Jedná se o zdroj informací se stále aktuálním obsahem. Editace je velmi jednoduše zvládnutelná a každá úprava je archivovaná. Evidence editorů a možnost vkládat interní odkazy umožňuje týmovou spolupráci.

## Obecné výhody využití online technologií ve výuce
- Online technologie jsou nositelem výukového obsahu, který mohou vkládat učitelé i studenti. Obsah může mít podobu textu, zvuku, videa, animace, obrazu, nebo hypertextu. Zahrnují přípravu na výuku, vytváření obsahu, archivaci obsahu, snadnou aktualizaci obsahu aj.
- Jsou nástrojem efektivní komunikace a spolupráce mezi učiteli a studenty, mezi studenty vzájemně, mezi školou a rodiči.
- Jsou téměř neomezeným zdrojem informací, které podporují výuku.
- Jsou kreativním nástrojem pro studenty, kteří mohou vytvářet a prezentovat online obsahy. Podporují samostatné učení, kreativitu, prezentační schopnosti, mají inovativní charakter.

Online technologie podporují výuku bez ohledu na místo, kde se jednotliví aktéři nacházejí a v jakém časovém pásmu se pohybují.  